# Агім Ібраімі
Агім Ібраімі (мак. Агим Ибраими / алб. Agim Ibraimi; нар. 29 серпня 1988, Тетово, СР Македонія, СФР Югославія) — македонський футболіст, півзахисник.

## Клубна кар'єра

### Дитинство та ранні роки
Народився в місті Тетово, СР Македонія в родині етнічних албанців. Виріс у рідному місті, приєднався до місцевої «Шкендії», а в 17-річному віці переведений до першої команди вище вказаного клубу.

### «Шкендія» та «Ред Булл» (Зальцбург)
Агім дебютував за «Шкендію» в 2005 році, швидко став ключовим гравцем команди. Провів 49 матчів та відзначився трьома голами, допоміг «Шкендії» посісти п'яте місце в Першій лізі. Мав значний вплив на клуб у молодому віці, тому Агіма помітив «Ред Булл» (Зальцбург) і переїхав за кордон.
У «Ред Булл» (Зальцбург) надалі виховувався під їхнім керівництвом. За два роки в Зальцбурзі тричі зіграв за основну команду.

### «Олімпія»
Агім Ібраїмі приєднався до «Олімпії», яка на той час виступала у Другій лізі Словенії. Його перший сезон у столиці Словенії став дуже успішним, «Олімпія» виграла чемпіонат, а Ібраімі відзначився в ньому 11-ма голами.
Початок наступного сезону для македонця в Любляні став не таким гладким. Після того як Миран Павлин, футбольний директор, який привів його в клуб, перебрався до «Копера», Ібраімі захотів приєднатися до нього. Але керівництво «Олімпії» виступило проти, в гравця все ще був чинний контракт з клубом. Початок його першого сезону в словенській Першій лізі був важким, фізична форма гравця не була на належному рівні, але з часом становище покращилося, Агім повернув собі місце в стартовій одинадцятці «Олімпії». Своїм першим голом в еліті словенського футболу відзначився 28 серпня в поєдинку проти «Копера».

### «Ескішехірспор» та «Нафта»
Влітку 2010 року розірвав контракт з «Олімпією», а вже 3 вересня 2010 року підписав 3-річну угоду з турецькою командою «Ескішехірспор». Дебютував за нову команду 25 вересня 2010 року, вийшов з лави запасних на 77-й хвилині в поєдинку проти «Газіантепспора», але його команда програла з рахунком 0:1. Ібраімі не зміг адаптуватися до турецького чемпіонату, тому разом з клубом домовився про розірвання контракту за згодою сторін, а в січні 2011 року під час трансферного вікна приєднався до «Нафти» (Лендава). Дебютував 26 лютого 2011 року в програному (1:2) домашньому матчі проти «Примор'я». Виступав за «Нафту» до літа 2011 року.

### «Марибор»
10 червня 2011 року підписав 3-річний контракт зі словенським клубом «Марибором». Дебютував за нову команду у кваліфікаційному раунді Ліги чемпіонів УЄФА проти «Дюделанжа», де також відзначився своїм першим голом за новий клуб. Незважаючи на те, що «Марибор» не пройшов далі третього раунду кваліфікації, у нього залишався шанс у плей-оф Ліги Європи УЄФА проти «Рейнджерс». Допоміг команді вийти в груповий етап Ліги Європи після того, як у першому матчі відзначився прямим голом з меж штрафного. Незважаючи на те, що «Марибор» займає останнє місце у своїй групі, відзначився голом у воротах «Браги» в єдиному матчі групового етапу, де «Марібор» здобув очко. У травні 2012 року підписав з клубом новий контракт, розрахований до травня 2015 року. У тому ж місяці відзначився голом прямим ударом з кутового в переможному (8:0) матчі проти «Триглава» (Крань) і виграв титул чемпіона з «Марібором». У грудні 2012 року він став найкращим футболістом року в Македонії. Визнаний одним із найкращих гравців півзахисника словенської Першої ліги 2012/13 разом зі своїм одноклубником Гораном Цвіяновичем і Ніком Омладичем. Також обраний найкращим гравцем Першої ліги сезоні у 2012/13 років.

### Оренда в «Кальярі»
31 серпня 2013 року Агім Ібраїмі перейшов до «Кальярі» в оренду в обмін на Пабло Чеппеліні та грошову доплату. В італійському клубі отримав футболку з 10-м ігровим номером У Серії А дебютував 21 вересня 2013 року в нічийному (2:2) домашньому поєдинку проти «Сампдорії», в якому на 67-й хвилині замінив Андреа Коссу. У своїй другій грі за «Кальярі» віддав результативну передачу проти міланського «Інтера». У першій частині сезону отримував мало ігрового часу, здебільшого перебував на лаві запасних і відіграв лише частину матчів. У січні планувалося його повернення до Словенії та розірвання оренди з «Марибором». Тим не менше македонець залишився в команді. 2 березня 2014 року відзначився своїм першим голом за «Кальярі» проти «Удінезе», а за вісім хвилин до цього віддав результативну передачу. Другим голом відзначився реалізувавши пенальті в нічийному (1:1) матчі проти «Сассуоло», завдяки чому «россоблю» відійшли від зони вильоту. Після закінчення сезону його контракт італійський клуб вирішив не викуповувати, тому гравець повернувся в «Марибор».
Агім Ібраімі домовився з Марібором про продовження контракту до травня 2017 року.

### Повернення в «Марибор»
Повернувшись до «Марибора», допоміг клубу вийти до групового етапу Ліги чемпіонів, відзначився трьома голами у кваліфікаційних матчах проти «Зриньські» (Мостар) та «Маккабі» (Тель-Авів). 5 листопада 2014 року «Марибор» в Лізі чемпіонів зіграв внічию проти «Челсі». Ібраїмі забив на 50-й хвилині, ударом лівою ногою з краю штрафного.

### «Астана»
15 червня 2016 року підписав контракт на два з половиною роки з клубом казахстанської Прем'єр-ліги «Астана». Однак через часті травми провів загалом 6 матчів, не відзначився жодним голом, і через півроку в грудні 2016 року розчарована «Астана» виставила його на трансфер. Але футболіст не знайшов нової команди та не був включений до заявки столичного клубу на сезон 2017 року. А у травні 2017 року «Астана» розірвала контракт із легіонером через його прогули.

### «Домжале»
У вересні 2017 року став гравцем словенського клубу «Домжале». Дебютував за нову команду 4 листопада 2017 року в переможному (1:0) виїзному поєдинку проти «Алюмінію».

### «Шкендія»
19 січня 2019 року підписав контракт з македонським клубом «Шкендія» (Тетово).

### «Динамо» (Тирана)
У липні 2021 року приєднався до новачка Суперліги Албанії «Динамо» (Тирана), з яким підписав контракт до завершення сезону 2021/22 років. Після важкого сезону, в якому відзначився 8-ма голами у 36 матчах чемпіонату, чого було недостатньо, щоб утримати команду у вищому дивізіоні, Агім оголосив про відхід і став вільним агентом.

## Кар'єра в збірній
Виступав за молодіжну збірну Македонії у кваліфікації молодіжного чемпіонату Європи 2011 року. Став автором 2 голів, одним з яких відзначився з 30 метрів у програному (1:2) домашньому матчі проти Англії. У програному (3:6) матчі-відповіді відзначився голом і подав кутовий, після якого Кірен Гіббз відзначився автоголом.
Він отримав свій перший виклик до збірної Македонії на товариський матч проти Іспанії, який відбувся 12 серпня 2009 року. Агім вийшов на 81-й хвилині замість Горана Пандева. 12 жовтня 2012 року відзначився своїм першим голом за Македонію, в програному (1:2) домашньому матчі кваліфікації чемпіонату світу 2014 року проти Хорватії. Ще одним голом відзначився три дні по тому, в переможному (1:0) поєдинку проти Сербії. Загалом провів за національну збірну 40 матчів, в яких відзначився 7-ма голами.

## Особисте життя
Агім багатомовний, вільно розмовляє шістьма мовами: албанською, англійською, німецькою, македонською, сербохорватською та словенською. Двоюрідний брат професіонального футболіста Аріяна Адемі. У лютому 2016 року, після декількох років виступів у країні, отримав громадянство Словенії.

## Статистика виступів

### Клубна
Станом на 28 квітня 2021
| Сезон                          | Команда                        | Чемпіонат                      | Чемпіонат | Чемпіонат | Нац. кубок | Нац. кубок | Нац. кубок | Конт. кубок | Конт. кубок | Конт. кубок | Інші кубки | Інші кубки | Інші кубки | Загалом | Загалом |
| Сезон                          | Команда                        | Змаг.                          | Матчі     | Голи      | Змаг.      | Матчі      | Голи       | Змаг.       | Матчі       | Голи        | Змаг.      | Матчі      | Голи       | Матчі   | Голи    |
| ------------------------------ | ------------------------------ | ------------------------------ | --------- | --------- | ---------- | ---------- | ---------- | ----------- | ----------- | ----------- | ---------- | ---------- | ---------- | ------- | ------- |
| 2004-2005                      | «Шкендія»                      | ПЛ                             | 3         | 1         | КМ         | 0          | 0          | -           | -           | -           | -          | -          | -          | 3       | 1       |
| 2005-2006                      | «Шкендія»                      | ПЛ                             | 26        | 2         | КМ         | 0          | 0          | -           | -           | -           | -          | -          | -          | 26      | 2       |
| лип.-вер. 2006                 | «Шкендія»                      | ПЛ                             | 20        | 0         | КМ         | 0          | 0          | -           | -           | -           | -          | -          | -          | 20      | 0       |
| 2006-2007                      | «Ред Булл» (Зальцбург)         | БЛ                             | 0         | 0         | КА         | 1          | 0          | ЛЧУ+КУ      | 0           | 0           | -          | -          | -          | 1       | 0       |
| 2007-2008                      | «Ред Булл» (Зальцбург)         | БЛ                             | 3         | 0         | КА         | 0          | 0          | ЛЧУ+КУ      | 0           | 0           | -          | -          | -          | 3       | 0       |
| Загалом за «Ред Булл»          | Загалом за «Ред Булл»          | Загалом за «Ред Булл»          | 3         | 0         |            | 1          | 0          |             | 0           | 0           |            | -          | -          | 4       | 0       |
| 2008-2009                      | «Олімпія» (Любляна)            | 2. СНЛ                         | 19        | 11        | КС         | 0          | 0          | -           | -           | -           | -          | -          | -          | 19      | 11      |
| 2009-2010                      | «Олімпія» (Любляна)            | 1 СНЛ                          | 28        | 8         | КС         | 2          | 2          | -           | -           | -           | -          | -          | -          | 30      | 10      |
| Загалом за «Олімпію» (Любляна) | Загалом за «Олімпію» (Любляна) | Загалом за «Олімпію» (Любляна) | 47        | 19        |            | 2          | 2          |             | -           | -           |            | -          | -          | 49      | 21      |
| 2010-січ. 2011                 | «Ескішехірспор»                | СЛ                             | 1         | 0         | КТ         | 1          | 0          | -           | -           | -           | -          | -          | -          | 2       | 0       |
| січ.-лип. 2011                 | «Нафта» (Лендава)              | 1 СНЛ                          | 17        | 0         | КС         | -          | -          | -           | -           | -           | -          | -          | -          | 17      | 0       |
| 2011-2012                      | «Марибор»                      | 1 СНЛ                          | 27        | 9         | КС         | 4          | 1          | ЛЧУ+ЛЄУ     | 3+8         | 1+2         | СС         | 1          | 1          | 43      | 14      |
| 2012-2013                      | «Марибор»                      | 1 СНЛ                          | 25        | 6         | КС         | 6          | 1          | ЛЧУ+ЛЄУ     | 6+6         | 1+1         | СС         | 1          | 1          | 44      | 10      |
| лип.-вер. 2013                 | «Марибор»                      | 1 СНЛ                          | 4         | 2         | КС         | 0          | 0          | ЛЧУ         | 6           | 0           | СС         | 1          | 0          | 11      | 2       |
| 2013-2014                      | «Кальярі»                      | A                              | 25        | 2         | КІ         | -          | -          | -           | -           | -           | -          | -          | -          | 25      | 2       |
| 2014-2015                      | «Марибор»                      | 1 СНЛ                          | 24        | 2         | КС         | 3          | 0          | ЛЧУ         | 12          | 4           | СС         | 0          | 0          | 39      | 6       |
| 2015-2016                      | «Марибор»                      | 1 СНЛ                          | 27        | 10        | КС         | 1          | 0          | ЛЧУ         | 2           | 0           | СС         | 1          | 0          | 31      | 10      |
| Загалом за «Марибор»           | Загалом за «Марибор»           | Загалом за «Марибор»           | 107       | 29        |            | 14         | 2          |             | 43          | 9           |            | 4          | 2          | 168     | 42      |
| лип.-лис. 2016                 | «Астана»                       | ПЛ                             | 6         | 0         | КК         | 0          | 0          | ЛЧУ+ЛЄУ     | 4+1         | 1+0         | СК         | -          | -          | 11      | 1       |
| бер.-тр. 2017                  | «Астана»                       | ПЛ                             | 0         | 0         | КК         | 0          | 0          | ЛЧУ+ЛЄУ     | 0+0         | 0           | СК         | -          | -          | 0       | 0       |
| Загалом за «Астану»            | Загалом за «Астану»            | Загалом за «Астану»            | 6         | 0         |            | 0          | 0          |             | 5           | 1           |            | 0          | 0          | 11      | 1       |
| 2017-2018                      | «Домжале»                      | 1 СНЛ                          | 20        | 4         | КС         | 0          | 0          | ЛЧУ         | 0           | 0           | СС         | 0          | 0          | 20      | 4       |
| 2018-січ. 2019                 | «Домжале»                      | 1 СНЛ                          | 16        | 2         | КС         | 3          | 0          | ЛЄУ         | 4           | 0           | СС         | 0          | 0          | 23      | 2       |
| Загалом за «Домжале»           | Загалом за «Домжале»           | Загалом за «Домжале»           | 36        | 6         |            | 3          | 0          |             | 4           | 0           |            | 0          | 0          | 43      | 6       |
| січ.-лип. 2019                 | «Шкендія»                      | ПЛ                             | 15        | 3         | КМ         | 0          | 0          | ЛЧУ+ЛЄУ     | 0+0         | 0           | -          | -          | -          | 15      | 3       |
| 2019-2020                      | «Шкендія»                      | ПЛ                             | 21        | 4         | КМ         | 1          | 0          | ЛЧУ+ЛЄУ     | 2+2         | 2+2         | -          | -          | -          | 26      | 8       |
| лип.-жов. 2020                 | «Шкендія»                      | ПЛ                             | 0         | 0         | КМ         | 0          | 0          | ЛЧУ+ЛЄУ     | 0+0         | 0           | -          | -          | -          | 0       | 0       |
| Загалом за «Шкендію»           | Загалом за «Шкендію»           | Загалом за «Шкендію»           | 85        | 10        |            | 1          | 0          |             | 4           | 4           |            | -          | -          | 90      | 14      |
| жов. 2020-2021                 | «Кукесі»                       | СА                             | 29        | 12        | КА         | 3          | 2          | ЛЄУ         | 0           | 0           | -          | -          | -          | 32      | 14      |
| Усього за кар'єру              | Усього за кар'єру              | Усього за кар'єру              | 356       | 78        |            | 25         | 6          |             | 56          | 14          |            | 4          | 2          | 441     | 100     |

### У збірній

#### По роках
| Національна збірна | Рік     | Матчі | Голи |
| ------------------ | ------- | ----- | ---- |
| Північна Македонія | 2009    | 1     | 0    |
| Північна Македонія | 2010    | 3     | 0    |
| Північна Македонія | 2011    | 3     | 0    |
| Північна Македонія | 2012    | 9     | 3    |
| Північна Македонія | 2013    | 8     | 2    |
| Північна Македонія | 2014    | 5     | 2    |
| Північна Македонія | 2015    | 8     | 0    |
| Північна Македонія | 2016    | 2     | 0    |
| Північна Македонія | 2021    | 1     | 0    |
| Загалом            | Загалом | 40    | 7    |

#### По матчах
| Дата       | Місто            | Господарі          | Результат | Гості              | Турнір            | Голи | Примітки |
| ---------- | ---------------- | ------------------ | --------- | ------------------ | ----------------- | ---- | -------- |
| 12-8-2009  | Скоп'є           | Північна Македонія | 2 – 3     | Іспанія            | товариський матч  | -    | 79'      |
| 2-6-2010   | Філлах           | Румунія            | 0 – 1     | Північна Македонія | товариський матч  | -    | 46'      |
| 8-10-2010  | Андорра-ла-Велья | Андорра            | 0 – 2     | Північна Македонія | Відбір до ЧЄ 2012 | -    | 73'      |
| 12-10-2010 | Скоп'є           | Північна Македонія | 0 – 1     | Росія              | Відбір до ЧЄ 2012 | -    | 49'      |
| 2-9-2011   | Москва           | Росія              | 1 – 0     | Північна Македонія | Відбір до ЧЄ 2012 | -    |          |
| 6-9-2011   | Скоп'є           | Північна Македонія | 1 – 0     | Андорра            | Відбір до ЧЄ 2012 | -    | 46'      |
| 11-10-2011 | Скоп'є           | Північна Македонія | 1 – 1     | Словаччина         | Відбір до ЧЄ 2012 | -    |          |
| 15-11-2011 | Прилеп           | Албанія            | 0 – 0     | Північна Македонія | товариський матч  | -    | 46'      |
| 29-2-2012  | Люксембург       | Люксембург         | 2 – 1     | Північна Македонія | товариський матч  | -    | 62'      |
| 26-5-2012  | Лейрія           | Португалія         | 0 – 0     | Північна Македонія | товариський матч  | -    | 53'      |
| 29-5-2012  | Ешторіл          | Ангола             | 0 – 0     | Північна Македонія | товариський матч  | -    | 90'      |
| 15-8-2012  | Скоп'є           | Північна Македонія | 1 – 0     | Литва              | товариський матч  | -    |          |
| 7-9-2012   | Загреб           | Хорватія           | 1 – 0     | Північна Македонія | Відбір до ЧС 2014 | -    |          |
| 11-9-2012  | Глазго           | Шотландія          | 1 – 1     | Північна Македонія | Відбір до ЧС 2014 | -    | 23' 89'  |
| 12-10-2012 | Скоп'є           | Північна Македонія | 1 – 2     | Хорватія           | Відбір до ЧС 2014 | 1    |          |
| 16-10-2012 | Скоп'є           | Північна Македонія | 1 – 0     | Сербія             | Відбір до ЧС 2014 | 1    |          |
| 14-11-2012 | Скоп'є           | Північна Македонія | 3 – 2     | Словенія           | товариський матч  | 1    |          |
| 6-2-2013   | Скоп'є           | Північна Македонія | 3 – 0     | Данія              | товариський матч  | 1    | 80'      |
| 22-3-2013  | Скоп'є           | Північна Македонія | 0 – 2     | Бельгія            | Відбір до ЧС 2014 | -    |          |
| 26-3-2013  | Брюссель         | Бельгія            | 1 – 0     | Північна Македонія | Відбір до ЧС 2014 | -    |          |
| 3-6-2013   | Мальме           | Швеція             | 1 – 0     | Північна Македонія | товариський матч  | -    |          |
| 14-8-2013  | Скоп'є           | Північна Македонія | 2 – 0     | Болгарія           | товариський матч  | 1    |          |
| 6-9-2013   | Скоп'є           | Північна Македонія | 2 – 1     | Уельс              | Відбір до ЧС 2014 | -    | 58' 61'  |
| 11-10-2013 | Кардіфф          | Уельс              | 1 – 0     | Північна Македонія | Відбір до ЧС 2014 | -    |          |
| 15-10-2013 | Никшич           | Сербія             | 5 – 1     | Північна Македонія | Відбір до ЧС 2014 | -    | 46'      |
| 5-3-2014   | Скоп'є           | Північна Македонія | 2 – 1     | Латвія             | товариський матч  | 1    |          |
| 26-5-2014  | Куфштайн         | Камерун            | 2 – 0     | Північна Македонія | товариський матч  | -    | 57'      |
| 30-5-2014  | Рієті            | Катар              | 0 – 0     | Північна Македонія | товариський матч  | -    | 64'      |
| 8-9-2014   | Валенсія         | Іспанія            | 5 – 1     | Північна Македонія | Відбір до ЧЄ 2016 | 1    |          |
| 9-10-2014  | Скоп'є           | Північна Македонія | 3 – 2     | Люксембург         | Відбір до ЧЄ 2016 | -    | 46'      |
| 27-3-2015  | Скоп'є           | Північна Македонія | 1 – 2     | Білорусь           | Відбір до ЧЄ 2016 | -    |          |
| 30-3-2015  | Скоп'є           | Північна Македонія | 0 – 0     | Австралія          | товариський матч  | -    |          |
| 5-9-2015   | Люксембург       | Люксембург         | 1 – 0     | Північна Македонія | Відбір до ЧЄ 2016 | -    | 37'      |
| 8-9-2015   | Скоп'є           | Північна Македонія | 0 – 1     | Іспанія            | Відбір до ЧЄ 2016 | -    |          |
| 9-10-2015  | Скоп'є           | Північна Македонія | 0 – 2     | Україна            | Відбір до ЧЄ 2016 | -    |          |
| 12-10-2015 | Борисов          | Білорусь           | 0 – 0     | Північна Македонія | Відбір до ЧЄ 2016 | -    | 86'      |
| 12-11-2015 | Скоп'є           | Північна Македонія | 4 – 1     | Чорногорія         | товариський матч  | -    |          |
| 23-3-2016  | Копер            | Словенія           | 1 – 0     | Північна Македонія | товариський матч  | -    | 51' 55'  |
| 29-3-2016  | Скоп'є           | Північна Македонія | 0 – 2     | Болгарія           | товариський матч  | -    | 76'      |
| 25-3-2021  | Бухарест         | Румунія            | 3 – 2     | Північна Македонія | Відбір до ЧС 2022 | -    | 88'      |
| Усього     |                  | Матчів             | 40        |                    | Голів             | 7    |          |

## Досягнення

### Клубні
«Марибор»
- Перша футбольна ліга Словенії
  -  Чемпіон (3): 2011/12, 2012/13, 2014/15

- Кубок Словенії
  -  Володар (3): 2011/12, 2012/13, 2015/16

- Суперкубок Словенії
  -  Володар (3): 2012, 2013, 2014

«Астана»
- Прем'єр-ліга Казахстану
  -  Чемпіон (1): 2016

- Кубок Казахстану
  -  Володар (1): 2016

### Індивідуальні
- Футболіст року в Північній Македонії (2): 2012, 2014